# Bruce McEwen
Bruce Sherman McEwen (17 janvier 1938 - 2 janvier 2020) est un neuroendocrinologue américain et directeur du laboratoire de neuroendocrinologie Harold et Margaret Milliken Hatch à l'Université Rockefeller. Il est connu pour ses travaux sur les effets du stress environnemental et psychologique, ayant inventé le terme charge allostatique.

## Carrière
McEwen obtient son baccalauréat en chimie de l'Oberlin College et son doctorat en biologie cellulaire de l'Université Rockefeller en 1964. Le laboratoire McEwen est à la pointe de l'action des œstrogènes et des glucocorticoïdes dans le cerveau pendant des décennies. Le groupe de McEwen démontre pour la première fois que l'œstrogène peut augmenter la densité de la colonne vertébrale dendritique dans le sous-champ CA1 de l'hippocampe. De plus, son laboratoire découvre également une rétraction dendritique induite par le stress dans le sous-champ hippocampique CA3. En explorant le rôle de l'action des stéroïdes gonadiques et surrénaliens dans le cerveau, le laboratoire McEwen aide à développer le concept moderne de stress. Ses recherches portent sur les glucocorticoïdes, le stress et la dégénérescence neuronale.
Robert Sapolsky, Elizabeth Gould (psychologue) (en), Catherine S. Woolley (en), Michael Meaney et Heather Cameron sont ses étudiants.
McEwen est un ancien président de la Society for Neuroscience et membre de l'Académie nationale des sciences, de l'Académie américaine des arts et des sciences et de l'Académie nationale de médecine.
McEwen publie son premier article en 1959 et finalement publie plus de 700 articles évalués par des pairs dans des revues. Il est co-auteur du livre The End of Stress As We Know It, avec l'écrivain scientifique Elizabeth Norton Lasley, et d'un autre livre The Hostage Brain, avec l'écrivain scientifique Harold M. Schmeck Jr. Il reçoit de nombreux prix, dont la médaille d'or de la Society for Biological Psychiatry, le Pasarow Award in Neuropsychiatry, la British Endocrine Society 's Dale Medal, le Goldman-Rakic Prize for Cognitive Neuroscience de la Brain &amp; Behavior Research Foundation et le Karl Prix Spencer Lashley de l'American Philosophical Society.
McEwen est membre du conseil consultatif scientifique d'Anti-AgingGames.com  où il collabore avec Nolan Bushnell, le père fondateur des jeux vidéo, et avec une équipe de neuroscientifiques comportementaux de renommée mondiale pour créer des jeux de concentration et de relaxation pour adultes en bonne santé de plus de 35 ans.